# Rudolf Andersen
Carl Rudolf Svend Andersen  (født 11. august 1899 i København, død 7. juli 1983 smst.) eller Karl Andersen var en dansk gymnast, som deltog i OL 1920.

## Gymnastikkarriere
Sammen med 19 andre danske deltagere deltog han i holdgymnastik efter frit system ved OL 1920 i Antwerpen. Kun to nationer stillede op, og Danmark fik 51,35 point på førstepladsen, mens Norge vandt sølv med 48,55 point.